# Campiglossa difficilis
Campiglossa difficilis är en tvåvingeart som först beskrevs av Friedrich Georg Hendel 1927.  Campiglossa difficilis ingår i släktet Campiglossa och familjen borrflugor. Arten är reproducerande i Sverige. Inga underarter finns listade.